# Горно-Черковиште
Горно-Черковиште (болг. Горно Черковище) — село в Болгарии. Находится в Старозагорской области, входит в общину Казанлык. Население составляет 1452 человека.

## Политическая ситуация
В местном кметстве Горно-Черковиште, в состав которого входит Горно-Черковиште, должность кмета (старосты) исполняет Иванка Дончева Манева (независимый) по результатам выборов.
Кмет (мэр) общины Казанлык — Стефан Христов Дамянов (инициативный комитет) по результатам выборов.